# GB 2760
《食品安全国家标准 食品添加剂使用标准》（GB 2760），前称《食品添加剂使用卫生标准》，是由原中华人民共和国卫生和计划生育委员会（先前为中华人民共和国卫生部）颁布、实施的食品添加剂中华人民共和国国家标准。现行标准最后修订于2014年（GB2760—2014）。

## 修订历史
1977年，中华人民共和国卫生部颁布国家内部标准《食品添加剂使用卫生标准》（GBn50—1977）。1981年、1986年、1996年、2007年、2011年、2014年，该标准分别进行了修订。

## 内容
该标准规定了适用范围 、术语和定义、食品添加剂的使用原则、该标准使用的食品分类系统、食品添加剂的使用规定及食品用香料、食品工业用加工助剂的定义等。附录共六部分，分别规定了食品添加剂的使用（附录A）、食品用香料使用（附录B）、食品工业用加工助剂使用（附录C）、食品添加剂功能类别（附录D）、食品分类系统（附录E）、附录A中食品添加剂使用规定索引 （附录F）等。该标准中，每一添加剂都标注了INS编码及中国编码系统（CNS）编码。